# WaveLab
WaveLab - це звуковий редактор, розроблений компанією Steinberg для поглибленого редагування аудіо. WaveLab підтримує роботу з багатоканальними аудіофайлами, DirectX плагінами, VST плагінами. Використовується при музичному пост-продакшені на етапі премастерингу. WaveLab має можливість робити монтаж AudioCD та DVD-Audio, а також має потужну пакетну обробку.
Перша версія WaveLab вийшла у 1995 році.

## Особливості
- Можливість робити монтаж AudioCD та DVD-Audio, і запису майстер-диску
- Підтримка Disc Description Protocol[en]
- Підтримка багатоканальних звукових файлів до 384кГц 24біт
- Необмежена кількість Undo/Redo
- Підтримка експорту та імпорту аудіо у багатьох форматах -  WAV , AIFF , AU, MP3 , MP2 (MUSICAM), RAW, Windows Media 9, AES31[en] експорт та імпорт
- Підтримка роботи із FLAC (у WaveLab 7.1 чи новіших)